# Berre-l'Étang
Pour les articles homonymes, voir Berre.
Berre-l'Étang est une commune française située dans le département des Bouches-du-Rhône, en région Provence-Alpes-Côte d'Azur. Elle fait partie de la métropole d'Aix-Marseille-Provence.

## Géographie

### Localisation
Berre-l'Étang est située sur une plaine alluviale formée par l'embouchure de la rivière Arc. La ville est située en bordure de l'étang de Berre, sur la face est d'une pointe avancée qui sépare le petit étang de Vaïne de l'étang principal. Toute la rive droite de l'Arc est agricole, alors que la rive gauche est largement occupée par les installations pétrochimiques qui entourent la ville. À l'exception d'une ligne de collines allant de la tour de Bruni à la colline des Barjaquets (altitude 145 mètres) à l'est, la quasi-totalité du territoire communal est à moins de 40 mètres d'altitude, et plus de la moitié à moins de 20 mètres.
Le climat, de type méditerranéen, est plutôt doux, mais le mistral est souvent présent et les gelées possibles en hiver. Les sols, autrefois pierreux, ont été amendés et drainés par des canaux, et Berre-l'Étang est devenue l'une des huertas du Midi français, particulièrement dans les années 1970 aux années 2000, devenant le premier territoire français de production de fruits et de légumes sous serre.
| Lançon-Provence, Saint-Chamas | Lançon-Provence | La Fare-les-Oliviers, Velaux |
| Étang de Berre                | Berre-l'Étang   | Rognac                       |
| Étang de Berre                | Étang de Berre  | Étang de Berre               |

Les communes limitrophes sont  Châteauneuf-les-Martigues, Istres, La Fare-les-Oliviers, Lançon-Provence, Marignane, Martigues, Miramas, Rognac, Saint-Chamas, Saint-Mitre-les-Remparts, Velaux et Vitrolles.

### Climat
Pour des articles plus généraux, voir Climat de Provence-Alpes-Côte d'Azur et Climat des Bouches-du-Rhône.
En 2010, le climat de la commune est de type climat méditerranéen franc, selon une étude du Centre national de la recherche scientifique s'appuyant sur une série de données couvrant la période 1971-2000. En 2020, Météo-France publie une typologie des climats de la France métropolitaine dans laquelle la commune est exposée à un climat méditerranéen et est dans la région climatique  Provence, Languedoc-Roussillon, caractérisée par une pluviométrie faible en été, un très bon ensoleillement (2 600 h/an), un été chaud (21,5 °C), un air très sec en été, sec en toutes saisons, des vents forts (fréquence de 40 à 50 % de vents > 5 m/s) et peu de brouillards. 
Pour la période 1971-2000, la température annuelle moyenne est de 14,6 °C, avec une amplitude thermique annuelle de 16,8 °C. Le cumul annuel moyen de précipitations est de 565 mm, avec 5,7 jours de précipitations en janvier et 1,6 jours en juillet. Pour la période 1991-2020, la température moyenne annuelle observée sur la station météorologique de Météo-France la plus proche, « Marignane », sur la commune de Marignane à 8 km à vol d'oiseau, est de 15,9 °C et le cumul annuel moyen de précipitations est de 532,3 mm. 
La température maximale relevée sur cette station est de 39,7 °C, atteinte le 26 juillet 1983 ; la température minimale est de −16,8 °C, atteinte le 12 février 1956,,. 
| Mois                                  | jan.             | fév.             | mars            | avril           | mai           | juin           | jui.            | août            | sep.            | oct.            | nov.            | déc.             | année      |
| ------------------------------------- | ---------------- | ---------------- | --------------- | --------------- | ------------- | -------------- | --------------- | --------------- | --------------- | --------------- | --------------- | ---------------- | ---------- |
| Température minimale moyenne (°C)     | 3,6              | 3,7              | 6,5             | 9,4             | 13,3          | 17,2           | 19,7            | 19,4            | 15,9            | 12,6            | 7,7             | 4,4              | 11,1       |
| Température moyenne (°C)              | 7,7              | 8,3              | 11,4            | 14,3            | 18,4          | 22,5           | 25,2            | 24,9            | 20,9            | 17              | 11,7            | 8,4              | 15,9       |
| Température maximale moyenne (°C)     | 11,8             | 12,8             | 16,4            | 19,3            | 23,5          | 27,9           | 30,7            | 30,5            | 25,9            | 21,3            | 15,7            | 12,4             | 20,7       |
| Record de froid (°C) date du record   | −12,4 07.01.1985 | −16,8 12.02.1956 | −10 07.03.1949  | −2,4 05.04.1935 | 0 01.05.1960  | 5,4 09.06.1932 | 7,8 04.07.1948  | 8,1 29.08.1924  | 1 25.09.1931    | −2,2 31.10.1941 | −5,8 11.11.1921 | −12,8 26.12.1940 | −16,8 1956 |
| Record de chaleur (°C) date du record | 19,9 19.01.07    | 22,5 17.02.22    | 25,4 28.03.1989 | 29,6 24.04.1947 | 34,9 24.05.09 | 39,6 28.06.19  | 39,7 26.07.1983 | 39,2 13.08.1922 | 34,3 05.09.1949 | 30,4 02.10.1997 | 25,2 05.11.1924 | 20,7 30.12.21    | 39,7 1983  |
| Ensoleillement (h)                    | 1 479            | 1 731            | 2 347           | 2 508           | 2 986         | 3 378          | 3 722           | 3 338           | 2 637           | 1 961           | 1 508           | 1 381            | 28 976     |
| Précipitations (mm)                   | 47,1             | 29,8             | 29,5            | 51,6            | 37,7          | 27,9           | 10,8            | 25,8            | 82              | 73,3            | 75,9            | 40,9             | 532,3      |

| Diagramme climatique                                  |             |             |             |              |              |              |              |            |              |             |             |
| J                                                     | F           | M           | A           | M            | J            | J            | A            | S          | O            | N           | D           |
| 11,83,647,1                                           | 12,83,729,8 | 16,46,529,5 | 19,39,451,6 | 23,513,337,7 | 27,917,227,9 | 30,719,710,8 | 30,519,425,8 | 25,915,982 | 21,312,673,3 | 15,77,775,9 | 12,44,440,9 |
| Moyennes : • Temp. maxi et mini °C • Précipitation mm |             |             |             |              |              |              |              |            |              |             |             |

Les paramètres climatiques de la commune ont été estimés pour le milieu du siècle (2041-2070) selon différents scénarios d'émission de gaz à effet de serre à partir des nouvelles projections climatiques de référence DRIAS-2020. Ils sont consultables sur un site dédié publié par Météo-France en novembre 2022.

## Urbanisme

### Typologie
Au 1er janvier 2024, Berre-l'Étang est catégorisée centre urbain intermédiaire, selon la nouvelle grille communale de densité à 7 niveaux définie par l'Insee en 2022.
Elle appartient à l'unité urbaine de Marseille-Aix-en-Provence, une agglomération inter-départementale dont elle est une commune de la banlieue,. Par ailleurs la commune fait partie de l'aire d'attraction de Marseille - Aix-en-Provence, dont elle est une commune de la couronne,. Cette aire, qui regroupe 115 communes, est catégorisée dans les aires de 700 000 habitants ou plus (hors Paris),.
La commune, bordée par la mer Méditerranée, est également une commune littorale au sens de la loi du 3 janvier 1986, dite loi littoral. Des dispositions spécifiques d’urbanisme s’y appliquent dès lors afin de préserver les espaces naturels, les sites, les paysages et l’équilibre écologique du littoral, tel le principe d'inconstructibilité, en dehors des espaces urbanisés, sur la bande littorale des 100 mètres, ou plus si le plan local d’urbanisme le prévoit.

### Occupation des sols
L'occupation des sols de la commune, telle qu'elle ressort de la base de données européenne d’occupation biophysique des sols Corine Land Cover (CLC), est marquée par l'importance des territoires agricoles (56,7 % en 2018), en diminution par rapport à 1990 (58 %). La répartition détaillée en 2018 est la suivante : 
cultures permanentes (31,1 %), zones industrielles ou commerciales et réseaux de communication (15,3 %), terres arables (13,1 %), zones humides côtières (9,7 %), zones agricoles hétérogènes (8,6 %), zones urbanisées (6,7 %), zones humides intérieures (5,7 %), prairies (3,9 %), milieux à végétation arbustive et/ou herbacée (3,3 %), espaces verts artificialisés, non agricoles (1,3 %), eaux maritimes (0,8 %), forêts (0,6 %). L'évolution de l’occupation des sols de la commune et de ses infrastructures peut être observée sur les différentes représentations cartographiques du territoire : la carte de Cassini (XVIIIe siècle), la carte d'état-major (1820-1866) et les cartes ou photos aériennes de l'IGN pour la période actuelle (1950 à aujourd'hui).

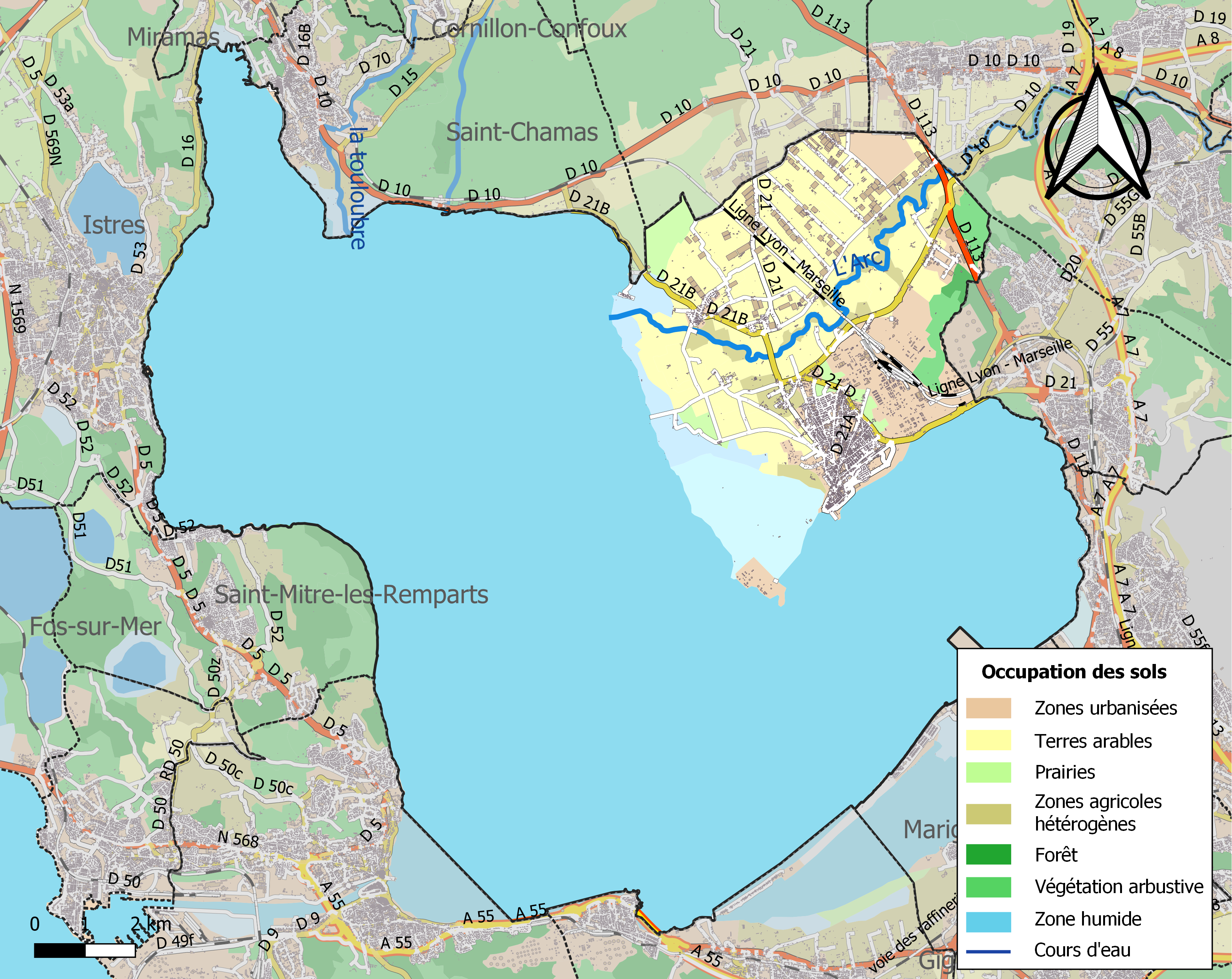
Carte des infrastructures et de l'occupation des sols de la commune en 2018 (CLC).

### Voies de communications et transports
La pointe de Berre est quelque peu à l'écart des axes de circulation, mais est proche :
- de l'autoroute A7 (échangeur de Rognac à 7 km), qui met Marseille à 35 km, Lyon à 300 km, Montpellier à 150 km ;
- de l'autoroute A8 (échangeur de Coudoux à 14 km), qui met Aix-en-Provence à 30 km, Nice à 200 km ;
- de l'aéroport de Marseille Provence (à 10 km), qui met Paris-Orly à 1 h 30 min de vol 20 fois par jour.

La gare de Berre n'est desservie que par quelques TER Marseille - Miramas, mais de la gare d'Aix-en-Provence TGV, à 20 kilomètres de Berre, on joint Paris (gare de Lyon) en 3 h, Toulouse en 3 h 30 min, ou Lille-Europe en 4 h 20 min.

## Toponymie
Son nom est en provençal Bèrra / Bèrra de l'Estanh selon la norme classique ou Berro selon la norme mistralienne / phonétique.

## Histoire

### Faits historiques
- Christianisation de Marignane et de Berre-l'Étang.
- « Berra », cité au XIe siècle.
- Aux XIIe et XIIIe siècles, la seigneurie appartenait à la famille des Baux (Guillaume (1225-1265), seigneur de Berre, et al) dont l'un des membres accorda l'établissement de foires et marchés en 1291.
- Érigée en baronnie au XVe siècle en faveur de Charles du Maine.
- Lors des guerres de Religion, la ville fut assiégée par le duc de Savoie de mars 1589 à août 1591.
- Un procès opposera la communauté de Berre au couvent royal des Dominicains de Saint-Maximin de 1608 à 1688 sur les revenus d'une bourdigue (sorte de vivier permettant la pêche des poissons).
- Passant au XVIIe siècle au duc de Beaufort auquel succéda le duc de Villars en 1715, elle demeura dans les mains des Galliffet de 1770 à la Révolution.
- 1978-1979: mobilisation contre l'installation par Shell d'une usine de PVC[18]. Soutenue par le maire Roger Martin (PCF), une manifestation a lieu le 24 février 1979. L’État signe toutefois l'arrêté autorisant l'installation en mars 1979. En 1998, l'usine est revendue au groupe japonais Shin-Etsu.

### Projet d'aérodrome de l'Arc
Pendant la Seconde Guerre mondiale, un projet de création du plus grand aérodrome du sud de l'Europe fut envisagé sur la commune de Berre-l'Étang par le Gouvernement de Vichy. Ce projet devait exproprier 229 propriétaires, de l’embouchure de l’Arc au nord, des hameaux de Mauran et de Saint-Estève à l’est et des sorties de l’Étang de Drignon au sud et jusqu'aux confins des salins (route du Grand Port). L'aérodrome ne vit jamais le jour.
" Ordonnance expropriation pour cause d’utilité publique du tribunal civil d’Aix-en-Provence le 24 février 1944 concernant la création dans la plaine de l’Arc, sur le territoire de Berre-l’Étang de 900 hectares, environ, englobant la totalité du hameau de Mauran. Avec 2 120 parcelles appartenant à 229 propriétaires différents. Il s’agissait des quartiers les plus fertiles de la région de Berre :  400 hectares étaient plantés en vigne, 200 hectares en prairies arrosables, 200 hectares en terre à labour pour céréales ou vergers d’oliviers et 199 hectares en lande inculte ou marais. 200 constructions à usages d’habitation ou agricole existaient. L’ordonnance fut affichée en mairie et publiée dans le journal Petites affiches marseillaises du 22 avril 1944, mais pas notifiées aux parties intéressées ni « transcrite ». L’État ne prit jamais possession des biens expropriés ; les indemnités ne furent jamais fixées ni payées. En fait, la procédure d’expropriation fut « suspendue » dès le prononcé de l’Ordonnance « sur l’Ordre des Allemands » (?).
Par la décision n° 127 57 DBA/2 du 23 juillet 1947 le ministre des Travaux publics et des Transports ordonna l’abandon du projet d’aérodrome. En 1950, 3,33 ha furent acquis afin de construire une radiobalise pour l’aérodrome de Marignane. Les autres terrains et immeubles restèrent en l’état.  Trois propriétaires seulement (M. Aguillon lieu-dit « le clos de Calleigue pour 10 ha et MM. Pin et Capra) avaient accepté de vendre leurs propriétés dès 1942, mais des lenteurs administratives retardèrent les opérations de ventes qui n'avaient pas été effectuées à la Libération.
Si l’Ordonnance du 24 février 1944 faisait sortir du patrimoine des expropriés les terrains concernés, l’État se retrouvant « irrévocablement » propriétaire de tous les immeubles visés, les travaux conduits dès 1949 pour une rétrocession gratuite ont montré un certain nombre de difficultés « inextricables » : caractère périmé du cadastre de la commune de Berre-l’Etang, certaines personnes inscrites à la matrice n’en étant plus propriétaires depuis plus de 60 ans ; nombreuses mutations à titre onéreux ou gratuit, ou morcellements, effectués après l’Ordonnance ; un certain nombre de personnes en possession d'actes authentiques de propriété postérieurs à l’Ordonnance refusèrent de considérer leur éviction comme juridiquement possible. Par ailleurs attendre la prescription trentenaire renvoyant à 1974 pour régulariser les possessions gênait d’anciens propriétaires souhaitant vendre et se trouvant, en raison de leur incertitude de leurs droits, dans l’impossibilité d’obtenir un prix correspondant à la valeur normale de leurs biens.
Une éventuelle expropriation était par ailleurs envisagée, en 1954, par EDF en cas de réalisation des projets d’aménagements de barrages dans la Basse Durance.
Cette situation avait une portée politique et conduisit Denis Padovani, conseiller général du canton de Berre et ancien vice-président du conseil général des Bouches-du-Rhône à faire publier en 1954 des avis dans la presse afin de grouper les expropriés et d’agir auprès de pouvoirs publics. Par ailleurs aucune demande formelle de rachat n’avait été formulée dans le délai de 10 ans. En fait les procédures administratives de restitution des propriétés ne furent pas achevées avant 1962."" (Source : Henri Conan)
- Fiche du projet avorté aérodrome de l'Arc par René Coste
- Histoire de l'hydrobase de Berre par Henri Conan
- Projet de port de Marseille - L'ARC (Bouches-du-Rhône) Atlas-Aviation

## Politique et administration

### Tendances politiques et résultats
| Scrutin             | Scrutin             | 1er tour | 1er tour | 1er tour | 1er tour | 1er tour  | 1er tour | 1er tour | 1er tour | 1er tour | 1er tour | 1er tour | 1er tour | 2d tour | 2d tour | 2d tour | 2d tour | 2d tour | 2d tour |
| Scrutin             | Scrutin             | 1er      | 1er      | %        | 2e       | 2e        | %        | 3e       | 3e       | %        | 4e       | 4e       | %        | 1er     | 1er     | %       | 2e      | 2e      | %       |
| ------------------- | ------------------- | -------- | -------- | -------- | -------- | --------- | -------- | -------- | -------- | -------- | -------- | -------- | -------- | ------- | ------- | ------- | ------- | ------- | ------- |
| Présidentielle 2017 | Présidentielle 2017 |          | FN       | 35,32    |          | LFI       | 28,75    |          | EM       | 12,61    |          | LR       | 10,38    |         | FN      | 50,68   |         | EM      | 49,32   |
| Présidentielle 2022 | Présidentielle 2022 |          | RN       | 35,52    |          | LFI       | 30,85    |          | LREM     | 14,03    |          | REC      | 7,79     |         | RN      | 58,34   |         | LREM    | 41,66   |
| Législatives 2022   | 8e                  |          | RN       | 37,89    |          | LFI-Nupes | 23,52    |          | Ren-Ens  | 20,68    |          | LR       | 4,81     |         | RN      | 56,50   |         | Ren     | 43,50   |
| Législatives 2024   | 8e                  |          | RN       | 49,66    |          | LFI-NFP   | 29,04    |          | Ren-Ens  | 14,73    |          | ECO      | 2,76     |         | RN      | 54,67   |         | Ren     | 45,33   |

### Liste des maires
| Période                                  | Période           | Identité                    | Étiquette     | Qualité |
| ---------------------------------------- | ----------------- | --------------------------- | ------------- | --- |
| 1723                                     | ?                 | Joseph Varanchan            |               | D'abord négociant à Marseille, il est accusé d'avoir détourné les recettes des gabelles de Berre. L'affaire est classée quand son épouse devient nourrice royale en 1727. Il fut nommé par décret royal maire de Berre en 1723, trois ans après la grande peste qui fit périr les deux tiers de la population de cette ville, riche par ses salines. |
| février 1790                             | 1790              | Antoine Lauthier            |               | Agent municipal sous Louis XVI durant la révolution. Le 14 décembre 1789, les institutions municipales sont mis en place par l'assemblée constituante. Un membre est élu au suffrage universel ainsi qu'une équipe municipale par des citoyens actif c'est-à-dire des citoyens payant des impôts.                                                    |
| novembre 1791                            | novembre 1792     | Paul Billon                 |               | Agent municipal sous la Convention (1ere Terreur) |
| novembre 1792                            | 1793              | Michel Guilhen              |               | Agent municipal sous la Convention nommé par le Préfet - Profession Négociant |
| 1793                                     | 1795              | Jean Durand                 |               | Ménager - Agent municipal sous la Convention (seconde Terreur) |
| 1795                                     | 1797              | Paul Billon                 |               | Bourgeois, propriétaire - Agent municipal sous le Directoire nommé par le Préfet |
| 1797                                     | 1798              | Jean Durand                 |               | Agent municipal sous le Directoire nommé par le Préfet |
| 1798                                     | 1799              | Noël Philip                 |               | Agent municipal sous le Directoire nommé par le Préfet |
| 17 février 1800 ou 28 pluviôse an VIII   | 1808              | François Varanchan          |               | Maire sous le gouvernement du Consulat nommé par le Préfet |
| 1808                                     | 1815              | Paul Castillon              |               | Maire sous Napoléon 1er et sous le gouvernement provisoire de 1814 Charles Philippe de France et la 1ere Restauration de Louis XVIII. Né à Pertuis en 1776 et décédé à Berre l'Etang en 1837. Il était propriétaire. |
| 1815                                     | 1815              | Michel Simon                |               | Maire les cent jours retour de Napoléon 1er - 1799-1864 Juge de paix et propriétaire |
| 1815                                     | 1824              | Joseph Dominique Devolx     |               | Maire sous Louis XVIII - profession notaire royal de Berre l'Etang, 1776-1839 |
| 1825                                     | 1830              | Antoine Alexandre de Gordes |               | Maire sous Charles X |
| 1830                                     | 21 mars 1831      | Noël Couture                |               | Maire Sous Louis-Philippe 1er Noêl François couture est né à Berre l'Etang le 21 germinal an VII (10 avril 1799), mort le 7 février 1868 à Berre l'Etang, il était propriétaire terrien. Gendre de Joseph Dominique Devolx, maire de Berre l'Etang 1815-1824                                                                                         |
| 21 mars 1831                             | 18 juillet 1837   | Henri Gues                  |               | Maître perruquier, propriétaire Maire sous la loi du 21 mars 1831, le maire et ses adjoints font désormais partie intégrante, avec les conseillers municipaux, du « corps municipal ». S'ils sont toujours nommés par le chef de l'exécutif (le roi) ou par les préfets, ces derniers doivent les choisir parmi les membres du conseil municipal.    |
| 18 juillet 1837                          | 1846              | Joseph Castillon            |               | Maire sous la loi du 18 juillet 1937 qui confère aux communes des nouveaux droit ainsi qu'à ses conseillers municipaux. Né en 1780 et décédé en 1855 à Berre l'Etang, il était propriétaire terrien sur la commune. |
| 1846                                     | 1851              | Joseph Adoul                |               | Maire - Un décret du 3 juillet 1848 organise provisoirement les institutions locales, confirme le suffrage universel pour l'élection des conseils municipaux, mais garde trace de la défiance dans laquelle on place le choix de l'électeur : les maires des villes de plus de 6000 habitants continuent d'être nommés par le pouvoir                |
| 1851                                     | 1856              | Joseph Castillon            |               | Maire sous le second empire |
| 1856                                     | 1871              | Benjamin Laveirarié         |               | Maire sous le second empire |
| 1871                                     | 1876              | Jules Couture               |               | Maire élus sous le système actuel - Agent de la compagnie des salins du midi, Propriétaire |
| 1876                                     | 1876              | Auguste Durand              |               | Maire - Cultivateur |
| 1877                                     | 1877              | Joseph Berthe               |               | Maire |
| 1878                                     | 1881              | Jean Honoré Pontois         |               | Maire |
| 1881                                     | 1882              | Jean-François Imbert        |               | Maire |
| 1882                                     | 5 avril 1884      | Noël Blanc                  |               | Maire sous loi du 28 mars 1882 instituant l'élection de tous les maires par les conseils municipaux- constituera longtemps la charte républicaine des « libertés communales », c'est-à-dire de l'organisation territoriale et de la démocratie locale à l'échelon de la commune jusqu'aux lois de décentralisation.                                  |
| 1884                                     | 1888              | Louis Castillon             |               | Maire sous la loi du 5 avril 1884 qui consacrera la fameuse « clause de compétence générale » du conseil municipal : « le conseil municipal règle par ses délibérations les affaires de la commune ». |
| 1888                                     | 1891              | Benjamin Laveirarie         |               | Maire |
| 1891                                     | 1896              | Auguste Gautier             |               | Maire |
| 1896                                     | 1900              | Eugène Imbert               |               | Maire |
| 1900                                     | 1905              | Antoine Sauze               |               | Maire - Marchand de grains |
| 1905                                     | 1925              | Henri Jouval                | Parti Radical | Maire et conseiller général de 1919 à 1934 Propriétaire et agriculteur |
| 1925                                     | 1929              | Alfred Castillon            |               | Maire |
| 1929                                     | 1931              | Désiré Chauvin              |               | Maire |
| 1931                                     | 1935              | François Imbert             |               | Maire |
| 1935                                     | 1941              | Denis Padovani              | SFIO          | Maire |
| 1941                                     | 1944              | Sauveur Imbert              |               | Maire |
| 1944                                     | 1945              | Denis Padovani              | SFIO          | Maire |
| 1945                                     | 1948              | Désiré Borghino             |               | Maire élu aux suffrage universel avec pour la 1ere fois avec le vote des femmes. |
| 1948                                     | mars 1983         | Roger Martin                | PCF           | |
| mars 1983                                | mars 1989         | Maurice Guiou               | PCF           | Conseiller général du Canton de Berre-l'Étang (1974-1992) |
| mars 1989                                | 14 septembre 2016 | Serge Andréoni              | PS            | Retraité - Sénateur des Bouches-du-Rhône (2008-2014) - Conseiller général du Canton de Berre-l'Étang (2004-2008) |
| 14 septembre 2016                        | En cours          | Mario Martinet              | PS            | Conseiller général du Canton de Berre-l'Étang (2008-2015) |
| Les données manquantes sont à compléter. |                   |                             |               | |

#### Jumelage
Depuis 1989, la ville de Berre-l'Etang est jumelé avec Meolo (Italie - Province de Venise). De nombreux échanges culturels, scolaires et sportifs ont lieu tout le long de l'année entre les deux villes. En 2014, sa jumelle a inauguré une Piazza Berre l'Etang, dans son centre-ville.
En 2017, la ville de Berre-l'Étang inaugure un rond-point  Meolo (Italie - Province de Venise).

## Population et société

### Démographie
L'évolution du nombre d'habitants est connue à travers les recensements de la population effectués dans la commune depuis 1793. Pour les communes de plus de 10 000 habitants les recensements ont lieu chaque année à la suite d'une enquête par sondage auprès d'un échantillon d'adresses représentant 8 % de leurs logements, contrairement aux autres communes qui ont un recensement réel tous les cinq ans,.

En 2022, la commune comptait 13 941 habitants, en évolution de +3,4 % par rapport à 2016 (Bouches-du-Rhône : +2,48 %, France hors Mayotte : +2,11 %).
| 1793  | 1800  | 1806  | 1821  | 1831  | 1836  | 1841  | 1846  | 1851  |
| ----- | ----- | ----- | ----- | ----- | ----- | ----- | ----- | ----- |
| 1 630 | 1 069 | 1 374 | 1 622 | 1 871 | 1 928 | 1 926 | 1 905 | 1 883 |

| 1856  | 1861  | 1866  | 1872  | 1876  | 1881  | 1886  | 1891  | 1896  |
| ----- | ----- | ----- | ----- | ----- | ----- | ----- | ----- | ----- |
| 1 930 | 2 091 | 1 980 | 1 918 | 2 036 | 1 922 | 1 811 | 1 695 | 1 570 |

| 1901  | 1906  | 1911  | 1921  | 1926  | 1931  | 1936  | 1946  | 1954  |
| ----- | ----- | ----- | ----- | ----- | ----- | ----- | ----- | ----- |
| 1 938 | 1 976 | 1 725 | 2 376 | 2 355 | 4 611 | 5 998 | 5 859 | 7 922 |

| 1962   | 1968   | 1975   | 1982   | 1990   | 1999   | 2006   | 2011   | 2016   |
| ------ | ------ | ------ | ------ | ------ | ------ | ------ | ------ | ------ |
| 10 327 | 11 588 | 12 069 | 12 562 | 12 672 | 13 414 | 13 953 | 13 840 | 13 483 |

| 2021   | 2022   | - | - | - | - | - | - | - |
| ------ | ------ | - | - | - | - | - | - | - |
| 13 912 | 13 941 | - | - | - | - | - | - | - |

### Manifestations culturelles et festivités

#### Le Forum de Berre
Le Forum de Berre est une association loi de 1901 créée en 1989. Ce lieu à vocation culturelle propose des ateliers et une programmation spectacle éclectique. Depuis sa création, de nombreux artistes de renom s'y sont produits (Charlélie Couture, Dee Dee Bridgewater, Jeanne Cherhal, Michel Fugain, Liz Mc Comb, Luther Allison, Abdel Rahman El Bacha Léo Ferré, Alex Metayer, Jane Birkin…)
Le Forum de Berre organise chaque année le Carnaval de la Ville de Berre.

#### Médiathèque Edmonde-Charles-Roux
La médiathèque municipale Edmonde-Charles-Roux propose des livres, des CD et DVD au prêt, pour un total de 60000 supports.

### Sports
Rugby à XV
- Club omnisports berrois XV où CO Berre XV engagé en Fédérale 1

Football
- Berre sporting club engagé en Régionale 1 et évoluant au stade Roger Martin.

## Économie
- Agriculture.
- Pêche (étang de Berre).
- Salines.

### B.A.N - Base Aéronavale
La base d'aéronautique navale de Berre fut l'une des plus importantes pendant l'entre-deux-guerres. De nombreuses escadrilles s'y succédèrent de 1919 à 1942. Jean Mermoz y a préparé son record de vitesse et le record mondial de distance qu'il a effectué en 1936 avec 4 308 km en 30 h 25 min sur un Latécoère 228. La BAN a cessé toute activité en 1972. L'un des deux anciens hangars de type "Limousin" restauré abrite la piscine municipale Claude-Jouve depuis août 1997.

### Shell-Berre
La construction de la raffinerie de Berre par la Cie des Produits Chimiques et Raffineries de Berre, filiale de Saint-Gobain, a commencé en 1929. La première unité de distillation est mise en service en 1931. L'année 1932 voit l'ouverture de l'étang de Berre aux navires de haute mer. En 1937, la capacité de distillation de la raffinerie était de 600 000 tonnes par an. Sorties pratiquement intactes de la période 1939-1945, les installations de la Compagnie reprirent rapidement leur rythme d'avant-guerre. En 1947, création de la Compagnie de raffinage Shell Berre avec la fusion de la Société des Pétroles Jupiter et la Cie des Produits Chimiques et Raffineries de Berre. Le premier directeur en est l'ingénieur André Loizillon.
Les installations de Shell se sont progressivement étendues tout autour de la ville, et couvrent aujourd'hui quelque 800 hectares. Avec 1 500 salariés, Shell-Berre est devenu le principal employeur de la ville. Ses activités vont de l'importation de pétrole à la fabrication de polypropylène et de polyéthylène, en passant par le raffinage et le stockage des produits pétroliers et dérivés. Un important embranchement ferroviaire de la ligne de Paris-Lyon à Marseille-Saint-Charles dessert les unités de traitement.
À partir de 1998, « la Shell » a entrepris de se désengager de ses activités de chimie, et a vendu des unités de production à Dow Chemicals, Arkema et au Texas Facific Group. En août 2007, le groupe a annoncé la reprise de l'ensemble du site par le groupe néerlandais Lyondell Basell, lui-même contrôlé par le fonds américain Access Industries de Leonard Blavatnik. Cette cession est effective depuis le 1er avril 2008. Shell stoppera son unité de solvants d'ici fin 2009, et envisage de se retirer d'Infineum (production d'additifs pour carburants). Selon le plan de sauvegarde de l'emploi annoncé, 300 postes devraient disparaître sans licenciements. La nouvelle société quant à elle se propose de développer la production de polymères pour les plastiques, où elle est leader mondial, et de biocarburants.

## Culture locale et patrimoine

### Monuments laïques
- Les Vestiges de l'époque romaine ; sépultures avec mobilier[réf. nécessaire].
- La Tour Carrée, vestige du mur d'enceinte qui protégeait la ville dès l'an mil
- La Maison des Lions, ancien hôtel seigneurial.
- Le Château de Bruni, bastide du XVIe sur le site pétrochimique, ancienne propriété de la maison de Bruny, barons de la Tour d'Aygues. Le roi Louis XIV est venu chasser dans les bois de Bruny, lors d'un séjour à Aix-en-Provence, en 1660.
- La Coopérative Vinicole, construite en 1923 par l'architecte Hourst. Intéressante par sa conception symétrique et monumentale ainsi que par sa décoration : chaînage d'angle et décor en céramique. Du point de vue esthétique, cette coopérative constitue la réalisation la plus accomplie de l'architecte Hourst.

### Monuments religieux
- Église paroissiale Saint-Césaire, romano-gothique. L'édifice a été inscrit au titre des monuments historiques en 1989[32]. Elle comprend une première nef de style roman avec deux travées, une coupole carrée sur angles arrondis, particularité rare pour une église paroissiale et une abside en pierre de Calissanne. Construite au XIe siècle (1041), elle fut agrandie plusieurs fois jusqu'à presque doubler son importance. Lors des extensions entre 1470 et 1520, une troisième travée de style gothique tardif a été rajoutée ainsi qu'une tour octogonale gothique. On y trouve des fonts baptismaux en pierre sculptée du XVIIIe siècle, classés aux monuments historiques, ainsi qu'une huile sur toile « l'adoration des bergers », attribuée à Joseph Blaÿ, vers 1780. La façade restaurée au XIXe siècle est sans caractère. Le clocher dominant la ville a été récemment reconstruit.

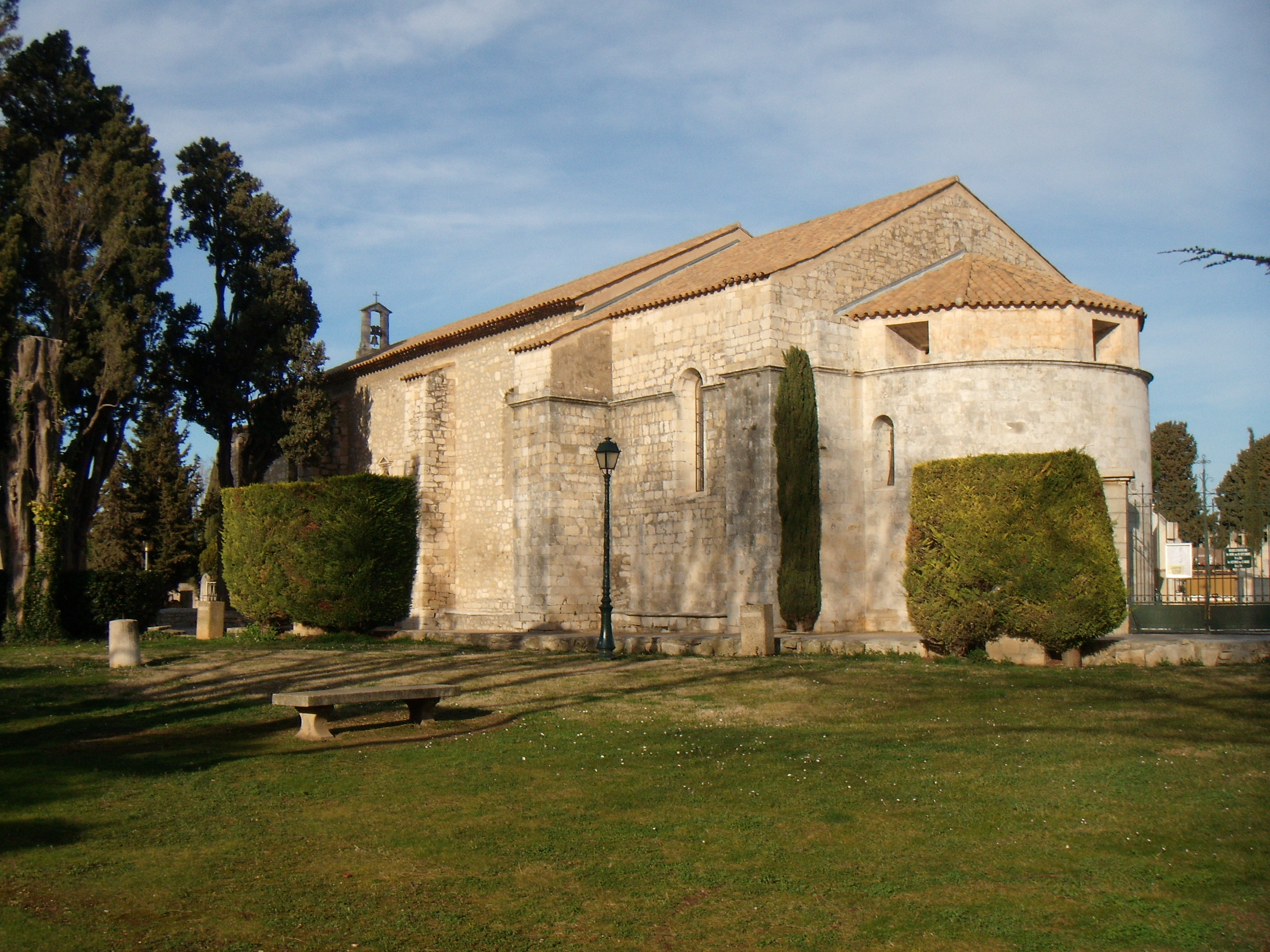
La chapelle Notre-Dame-de-Caderot.

- Chapelle Notre-Dame-de-Caderot, construite dès le IIIe siècle sur les fondations d'un temple païen, détruite lors des guerres de Religion, réédifiée au XVIIe siècle, but d'un pèlerinage jusqu'au milieu du XIXe siècle) : longue de 32 mètres, abrite un magnifique retable en bois polychrome XVIe siècle avec statue de la Vierge en marbre de Carrare, des stalles sculptées, ainsi qu'un autel et tabernacle sculptés. Également, un ex-voto « Sauvetage en mer » attribué à Joseph Blaÿ en 1777.
- Nécropole de Saint-Estève. Des campagnes de fouilles archéologiques en 1999 ont permis de mettre au jour un édifice religieux à vocation funéraire. Une chapelle à nef unique (VIIe-Xe) de surface importante ainsi que 137 sarcophages.
- Couvent des dominicains de Saint-Maximin bâti à partir de 1715 succédant à la citadelle dont il a conservé un épais pan de muraille.
- Chapelle de la Cité.
- Mosquée de la Mariélie
- Mosquée du centre-ville
- Église réformée de Berre l'Etang / Marignane / Vitrolles

### Patrimoine culturel

#### Cinéma
Films liés à la commune de Berre-l'Étang.
- Le Caïd de Bernard Borderie (1960).
- Le Matelot 512 de René Allio (1984).
- Bleu comme l'enfer d’Yves Boisset (1986).
- Mohamed Bertrand-Duval de et avec Alex Métayer (1991).
- Arrêt d'urgence (film TV Canal+) de Denys Granier-Deferre (1994).
- Quatre garçons pleins d'avenir de Jean-Paul Lilienfeld (1997).
- Nos amis les flics de Bob Swaim (2004).
- Les Insoumis de Claude-Michel Rome (2008).
- Cassos de Philippe Carrese (2012).
- Sur un fil de Nicolas Lugli 2014.
- Un noir sous le soleil de Lorenzo Ferrigno 2015.

### Patrimoine naturel
- L'étang de Berre : derniers marais salants en exploitation sur l'étang ; site d'une grande richesse écologique, notamment ornithologique : courlis, pluviers, toutes les sternes, divers chevaliers et bécasseaux. Sont nicheurs, le Tadorne de Belon, l'Avocette blanche, l'Echasse blanche, tous les Gravelots. Au-delà des salins, se trouve le port de la Pointe, zone portuaire de l'industrie pétrochimique, site fréquenté en hiver par les canards marins et autres plongeurs nordiques.

Les hivers 2006, 2007, 2008, un Héron vert Butorides virescens a été identifié dans le port de plaisance ; c'était la deuxième observation en France de cet oiseau très occasionnel, originaire du continent américain. Cette observation a interpellé la communauté des ornithologues de par sa rareté d'abord, puis par l'habitude qu'avait cet oiseau d'estiver dans une roselière bien déterminée près d'Amsterdam, comme il hivernait avec régularité dans le port Samson de Berre-l'Etang.
- Vallée de l'Arc et son embouchure. Colonie de Guépiers d'Europe, divers oiseaux migrateurs peuvent être observés : Busard Saint-Martin, Faucon émerillon, Balbuzard pêcheur etc.

### Personnalités liées à la commune
- Adel Taarabt, footballeur franco-marocain, a grandi à Berre-l’Étang.
- Albert Samson, résistant, fusillé le 19 juillet 1944 à Châtillon-d'Azergues (Rhône). Titulaire de la Légion d'honneur, Croix de la Vaillance (Pologne), Croix de guerre tchécoslovaque, Croix de la Libération. Son nom a été donné au port de plaisance. Alexandre Albert Gabriel Samson est né le 23 mars 1903 à Romilly-sur-Andelle dans l’Eure.  Second maître, Samson, de sa propre initiative, met au point un viseur répondant à un besoin réel des escadrilles d’avions torpilleurs. Parmi tous les différents viseurs proposés pour remplacer le viseur réglementaire, celui réalisé par Samson présentait suffisamment d’indéniables avantages pour que le prototype réalisé soit soumis par le lieutenant de vaisseau Thédenat, commandant l’escadrille 3.B.2, à la C.E.P.A. pour examen au capitaine de corvette, Amet, commandant de la 3e FB de la base de Berre le 8 janvier 1934. Celui-ci appuiera cette proposition à M. le capitaine de vaisseau, commandant la base de Berre, en réclamant l’attribution de point à Albert Samson pour reconnaître son mérite.  Plus tard, Premier maître pilote d’avion, il sera rayé des cadres par le gouvernement de Vichy pour avoir refusé de renier son appartenance à la franc-maçonnerie. Albert Samson est mort pour la France [1[ à l’âge de 41 ans, fusillé le 19 juillet 1944 à Azergues à Châtillon dans le Rhône. Chef de renseignements français et alliés dans la Résistance du 5 février 1941 au 27 mars 1944, date à laquelle il est arrêté par la Gestapo.   Le 19 juillet 1944, cinquante deux personnes furent extraites de la prison de Montluc (Lyon, Rhône) et furent massacrés à Châtillon d’Azergues (Châtillon, Rhône) par les Allemands.  Le monument des 52 fusillés, inauguré le 7 octobre 1945, fut érigé à Châtillon d’Azergues en hommage aux victimes du 19 juillet 1944. Il porte les noms des massacrés et l’inscription traduite en plusieurs langues « Ici la 19 juillet 1944 au matin 52 patriotes, extraits des geôles de Montluc furent lâchement assassinés par es Allemands. Leur forfait accompli ils partirent en chantant ».  Albert Samson avait 41 ans.  Cité à l’ordre du corps d’Armée à titre posthume, il est décoré de la Croix de guerre avec palmes, Croix de la vaillance polonaise, Croix de guerre tchécoslovaque. ----[1] Cote CC8 62 J 12166 - La ville reconnaissante a donné son nom à son Port de plaisance. "Port Albert Samson"
- Alex Métayer (1930-2004), comédien, est né à Berre-l'Etang. Une rue porte son nom.
- Jean Mermoz vécut dans la base aéronavale.
- Albert Emon, ancien entraîneur de l'OM, est né sur la commune de Berre-l'Étang le 24 juin 1953.
- Armelle Deutsch, comédienne, originaire de Rognac, elle participa au cours de théâtre d'Akel Akian au Forum de Berre puis intégra la troupe du  théâtre d'Astromela.
- David Vuillemin, pilote de motocross, est né le 18 octobre 1977 à Berre-l'Étang. Il fait carrière aux États-Unis.
- Claude Jouve (1929-1996), fut en 1965 champion du monde par équipe de chasse sous-marine, capitaine de l'équipe de France de 1969 à 1980, médaille du sauvetage, médaille d'or de la jeunesse et sports. Son engagement pour la lutte en faveur de la réhabilitation de l'étang de Berre ainsi que le sauvetage de trois personnes de la noyade (en 1947-1948-1949) et sa participation au sauvetage lors de deux catastrophes aériennes lui valurent le titre de chevalier de la Légion d'honneur en 1994. La piscine municipale porte son nom "Piscine Claude Jouve", construit dans l'un des anciens hangar de la Base Aéronavale.
- Kalash l'Afro, rappeur issu du groupe Berreta, a grandi à Berre-l’Étang.
- Henry Padovani membres fondateurs du groupe The Police a grandi à Berre l'Etang
- Jean-Paul Delfino, journaliste, écrivain et scénariste français il a vécu à Berre jusqu’à ses 14 ans. - il évoque la ville au travers de son roman Chair de Lune (2008)
- Ginie Line, chanteuse, a fait sa scolarité au collège Fernand-Léger de Berre l'Etang
- Denis Padovani est né le 3 février 1897 à Berre-l'Etang et mort le 19 avril 1974 à Berre-l'Etang est un homme politique français. Il y fut maire de 1935 à 1940 puis de 1944 à 1947 - Puis de 1955 à 1957 il fut président du Conseil général des Bouches du Rhône.
- Paul Quilès ancien ministre socialiste, a commencé sa carrière d’ingénieur à la raffinerie Shell, fonction qu'il exerça jusqu'en 1978.
- Régis Dubois écrivain et réalisateur a grandi à Berre l'Etang. Il est l'auteur d'une douzaine d'ouvrages, essentiellement sur le cinéma.
- Nassim Mendil (en), footballeur (Attaquant - Avant-centre) a fait sa carrière à Bastia et dans différents clubs de Serie B italienne (Avellino, Cosenza, Reggina,Ascoli,Salernitana,Catania,La spezia) - Le joueur a grandi à Berre l'Etang. À évolué dans sa jeunesse dans le Club Omnisport Berrois COB.
- Karim Azamoum, né le 17 janvier 1990 à Rognac, est un footballeur franco-algérien évoluant actuellement au poste de milieu offensif à l'ESTAC Troyes. Le joueur a fait ses débuts au Berre Sporting Club.
- Alain Ortega, chanteur, compositeur et interprète est originaire de Berre L'Etang - Ancien leader du groupe Antidote
- Perrine Mansuy, pianiste de jazz, a enseigné le piano au sein du Forum des jeunes et de la culture.
- Marion Rampal, Chanteuse de jazz, a enseigné le chant au sein du Forum des jeunes et de la culture.
- Joelle Sevilla, comédienne a habité Berre L'Etang et a enseigné le théâtre au sein du Forum des jeunes et de la culture.

### Héraldique
|  | De gueules au lion d’argent, la queue fourchue, armé, lampassé et couronné d’or, portant sur l’épaule une moucheture d’hermine de sable tirée des armes de Bretagne. Au chef parti : au 1er d’azur semé de fleurs des lis d’or, au lambel à trois pendants de gueules, qui est d’Anjou ancien. Au 2e d’azur semé de fleurs de lis d’or, à la bordure de gueules, qui est d’Anjou moderne. |